# Каиду
Каиду (1236 — 1301, Каракорум) је био поглавар династије Огатај и de facto чагатајски кан у периоду од 1271. године до своје смрти. Под својом влашћу ујединио је велики део средње Азије и био је велики супарник свом рођаку, Кублај-кану.

## Порекло и младост
Каиду је рођен 1236. године, као син Кашина и Шабкане-катун, у тренутку када је његов деда Огатај-кан, син Џингис-кана, био Велики кан Монголског царства. Преживео је масовну чистку династије Огатај, коју је 1251. године спровео Монгке-кан, али је био прогнан у планине Тарбагатај. Учествовао у Толуидском грађанском рату који се од 1260. до 1264. године водио између наследника Монгке-кана: Арик Бокеа, који је владао Монголијом са градом Каракорумом, и Кублаја, који је владао северном Кином. У овом сукобу Каиду је стао на страну слабијег Арик Бокеа, надајући се да ће Толуиди после овог сукоба бити довољно ослабљени, што би омогућило обнову моћи династије Огатај.
Пошто је пресекао доток хране престоници Царства, Каракоруму, Кублај је послао војску да освоји град. Арик Боке се жилаво бранио, али се стално повлачио пред бројчано надмоћном кинеском војском. Каракорум је брзо пао Кублају у руке, али га је 1261. године Арик Боке привремено повратио. Војске сукобљених канова среле су се још два пута, али је војска Арик Бокеа постепено слабила и почела да нестаје, пошто су је напустили готово сви савезници када су схватили да млади кан неће моћи да победи свог старијег брата. Такође, Монголију је погодила и сточна глад, изазвана хладном климом. Одсечене од пољопривредног пространства под влашћу Кублај-кана, у недостатку хране за себе и коње, Арик Бокеове присталице нису могле дуго да ратују. Већ после оштре зиме 1263./1264. он није располагао никаквом силом. Лишен могућности да нахрани свој следбенике, млади кан се предао Кублају 1264. године.

## Нови наследни посед Огатаида
Током ових сукоба у Монголском царству, Каиду је, уз помоћ Златне хорде, завладао Западносибирском низијом, која ће постати нови наследни посед династије Огатај.
Марко Поло даје опис ове области и Каидуове власти над њом. Он говори да се становници ове области придржавају обичаја и навика својих предака и себе сматрају правим Татарима. Даље наводи:
Њихов краљ и њихова војска не затварају се у замкове, тј. утврђења, чак не ни у вароши; него све време остају на отвореном, у равницама, долинама или шумама, којима ова област обилује. Немају никакво жито, него живе од меса и млека, и међусобно живе у савршеном складу; њихов краљ, којем сви исказују покорност, нема ниједан циљ а да му је дражи од тога да очува мир и јединство међу својим поданицима, што је најважнија дужност владара. Имају огромна крда коња, крава, овце и друге домаће животиње. У овим северним крајевима има белих медведа огромног раста, већином око 20 педаља висине. Има и лисица чије је крзно потпуно црно; дивљих магараца има у огромном броју, а такође и извесних ситних животиња које се зову ронде и које имају најлепше крзно, а међу нашим  светом познате су под именом које се зове цибелин, тј. самур. Осим ових, има и разних малих животиња од рода куне и ласице, као и оне која се зове фараонов миш. Ових последњих има у непрегледним ројевима; међутим, Татари користе тако домишљате направе за лов на њих, да ниједна не успева да им умакне.
Поло нам говори да је најважнији трговачки артикал ове области било крзно, које је скупо продавано на Западу. Да би трговци стигли до ње било је неопходно предузети четрнаестодневно путовање преко ненасељене и простране мочварне равнице, која је најчешће била залеђена. Међутим, проблем неприступачности овим областима делимично је решен изградњом дрвених кућа на извесној висини изнад земљишта, које су се налазиле на дан путовања једна од друге и служиле као постаје за трговце. Осим тога, да би се олакшало путовање преко залеђених мочвара, коришћене су санке које су вукли пси.

## Рат са Чагатајским канатом
Године 1263., још током Толуидског грађанског рата, Каиду је ушао у сукоб са чагатајским каном Алгуом, који је издао Арик Бокеа и прешао на Кублајеву страну. Поглавар Огатаида је у почетку однео победу, али је касније претрпео тежак пораз, од чијих последица га је спасла Алгуова смрт у зиму 1265./1266. године. Барак-кан, нови чагатајски кан, победио је Каидуа на Сир Дарји, али је касније, када се у рат укључила и Златна хорда, поражен у бици код Кучанда, после чега је, преко Самарканда, побегао у Бухару. Потом је Каиду, угрожен војскама Кублај-кана био приморан да тражи мир, који је Барак под притиском амира и прихватио. Мировним споразумом, склопљеним најкасније 1269. године, чагатајски кан је добио две трећине Туркестана, док су осталу трећину поделили Каиду и Мунглетемур, кан Златне хорде. Ни једна страна није завладала градовима, који су потпали под власт амира. Међутим, то није био крај сукоба између Барака и Каидуа, пошто је чагатајски кан непрестано покушавао да освоји Самарканд и Бухару.

## Каиду-Кублајев рат
Каиду се није покрио Кублају ни након пораза Арик Бокеа. Поглавар династије Огатај тражио је да му Велики кан уступи део своје територије, на шта је овај и пристао под условом да дође на његов двор и покори му се. Међутим, Каиду је био спреман да му искаже покорност у својој земљи, али, из страха да ће бити убијен, одбио је да дође на његов двор. То је изазвало дуг сукоб, познат као Каиду-Кублајев рат, који је продубио поделу Монголског царства. Иако је Кублај поставио војску око поседа свог супарника, Каиду је много пута упадао на његову територију, успевши да скупи дисциплиновану војску од 100.000 коњаника и да добије мноштво присталица из саме династије Бориџигин.
Марко Поло, савременик ових догађаја, даје опис његове војске:
Кад су одлазили у рат, свако је био обавезан да са собом носи 60 стрела, од којих 30 мање величине, намењених за одапињање са одстојања, и преосталих 30 већих, и то са широким сечивом. Те стреле употребљавали су из близине, гађајући непријатеља у лице и руке, пресецајући им струне лукова и наносећи им сваку могућу штету. А кад би остали без стрела, посезали би за мачевима и буздованима и једни друге ударали њима.
Упркос политичким несугласицама између породичних грана, око наслеђа титуле Великог кана, економски и трговински систем земље био је недирнут, сем у кратким станкама и спорадичним чаркама. Понекад су, усред рата, супротстављене стране трговале. Нпр. Каиду је имао имао огромна имања, занатске радионице и газдинаства у близини кинеског града Нанкинга. Између битака са Кублај-каном, Каиду је потраживао контингенте своје нанкиншке робе и наводно је, заузврат, слао Кублају коње и другу робу из степе. Административна подела Монголског царства ни по чему нија умањила потребе за робом из других делова царства. Политичке поделе су, чак, нагласиле потребу да се очува древни начин расподеле. Ако би један кан одбио да другим члановима породице уступи њихов део, они би му ускратили његов. Заједнички финансијски интереси гушили су политичке размирице.

### Први сукоби
Марко Поло наводи да је Каиду, 1266. године, окупивши велику војску и рођаке, од којих се један звао Јесудар, напао два властелина Великог кана, потомке Чагатаја, од којих се један звао Табај, или можда, Сабан. После крваве битке, Каиду је потукао њихову војску, која је бројала око 100.000 људи, али су два властелина побегла.
Године 1268. Каиду, код кога су нарасли понос и охолост, је поново окупио велику војску. Овог пута, да би напао Кублајевог сина Номогана, који се тада, са великом војском, налазио у Каракоруму. Марко Поло наводи да је Номоган, скупивши 60.000 коњаника, пошао у сусрет Каидуу и улогорио се 15 km од његове војске, која се налазила у истој равници.
Три дана касније дошло је до битке. Борба је почела кишом стрела, која је на бојишту, међу бројчано једнаким непријатељима, сејала смрт. Ниједна страна није имала довољно снаге да одбаци другу с бојног поља које је било прекривено толиким лешевима да је било жалосно гледати. Млечанин о Каидуовом држању током битке говори следеће:
Каиду је био нарочито вешт са оружјем, и да није било његове личне одважности, којом је враћао храброст својим људима, његова војска већ би одавно пропала.
Кад је сунце зашло, после тешких губитака, обе стране су се вратиле у логоре да се одморе преко ноћи.
Следећег јутра у зору, Каиду је, чувши да му се приближава војска Кублај-кана, наредио повлачење. Номоган није ни покушао да га прати, јер је његова војска била сувише уморна од јучерашње битке. Каидуова војска је наставила са повлачењем све док није стигла у Самарканд.
Марко Поло наводи да се Кублај-кан страховито разбеснео на Каидуа, који је увек наносио велику штету његовом народу и његовој територији, рекавши да се, да му којим случајем није нећак, не би спасао грозне смрти.

### Сукоби са Илканатом
Године 1269./1270. Каиду и Барак су склопили савез против Илканата, монголског каната са центром у Персији и савезника Кублај-кана. Барак је потом упао у Хорасан и завладао једним делом те области. Илкан Абака је 1270. године у ту област послао свог сина Аргуна, са великом војском. На вест о овоме, Барак је окупио велики број коњаника и 19. јула се улогорио на Аму Дарји, 15 km од Аргунове војске. Дана 22. јула је код Херата дошло до жестоке битке у којој је Баракова војска потучена и уз страховит покољ потиснута преко реке.
Каиду и Чагатај канат су наставили да угрожавају Хорасан, због чега је Аргун стално боравио у угроженој области. Када је и сам постао илкан, 1284. године, у ову област је послао свог сина Газана, који ју је бранио до 1295. године.

### De factoчагатајски кан
Приликом бега после пораза, Барак је пао с коња и тешко се повредио, поставши непокретан. У међувремену, у Бухари је избио устанак, можда предвођен легитимним каном Мубарак-шахом, који је кан, уз велике муке, у крви угушио. Током устанка, Каиду му је, наводно, послао војску у помоћ, која је и после гушења устанка наставила да се приближава, са циљем да га свргне или чак убије. Међутим, Барак је умро и пре тога од ране добијене у бици код Херата. Од тог тренутка, 1271. године, Каиду преузима сву власт у канату, који је тада обухватао Трансоксијану и средњу Азију, укључујући и област настањену узбечким Татарима. Тако је под својом влашћу објединио област која је обухватала данашњи Казахстан и Сибир на северу, Туркестан у средњој Азији и Авганистан на југу. За своју престоницу изабрао је Бухару из које је представљао противтежу Кублајевој моћи.
После Баракове смрти Каиду је за марионетског владара Чагатајског каната поставио извесног Негубеја, који је, због своје бунтовности, врло брзо био убијен и замењен Бука-Тимуром, болешљивим каном без ауторитета. После његове смрти, 1282. године, Каиду је за чагатајског кана поставио Дуву, Бараковог сина. Упркос сукобима међу самим Чагатајевим наследницима, 1289. године, Дува је успео да се одржи као чагатајски кан и био је веран Каидуу.

### Побуна Најана
Године 1286. против власти Кублај-кана побунио се Најан, владар Манџурије и чукунунук Џингис-кановог брата Учегина. Најан је, том приликом, тајно послао гласнике Каидуу, који му је обећао помоћ од 100.000 коњаника и почео прикупљати војску. Међутим, Велики кан је сазнао за заверу и освојивши све кланце између њихових земаља, прекинуо контакт двојице владара. Потом је, на брзину окупивши велику војску, кренуо на Најана, и угушио устанак пре него што му је стигла Каидуова помоћ.

## Пролазак Марка Пола: Описи Каидуових области
Током Каидуове владавине, кроз Средњу Азију је прошао Марко Поло. Крајем 1271. или почетком 1272. године, он је са оцем и стрицем, Николом и Матеом Полом, кренуо пут Истока. Прошли су древним Путем свиле кроз Јерменију, Персију, Авганистан и преко планинског масива Памира, зимским месецима напредујући тек незнатно.
У Бадахшану су се задржали годину дана, током којих се Марко опорављао од болести. Кренувши даље, избијају на највише место на свету, на планину Памир, чије је има први пут тада забележено. Потом су стигли до пустиње Такла Макан, коју обилазе са јужне стране, прошавши кроз градове Јарканд, Котан, Черчен и Лоп-нор. Марко је ту забележио најупечатљивије необичности Истока. За локално становништво Јарканда каже да несвакидашње пати од гушавости, за чији узрок налази неквалитетну воду у тој области. У реци која протиче кроз Пе-јин има много оног камења које се назива калцедон и јаспис, очигледно мислећи на жад. Додаје да ту влада обичај да ако је човек ожењен оде од куће на толику раздаљину да двадесет дана одсуствује од куће, његова жена има право, ако јој је воља, да изабере другог мужа; а онда мушкарац, по истоветном принципу, може да се ожени где год му је воља. Каркан је такође наведен као подручје где има жада.
Пошто су превалили пустиње од неколико дана хода, и пошто су савладали опасне кланце, Полови су одмакли правцем север-североисток да би, после три и по године путовања, 1275. године стигли у летњу престоницу Кублај-кана, Ксанаду у Кини.
Марко Поло је непосредно описао Каидуове области.

### Замак Тајкан и град Кешем
Каидуова област почињала је на брдима североисточно од града Балха, где на 12 дана путовања није било насеља, јер су се људи склањали у планине пред пљачкашким походима. У овој области живели су лавови. После овог путовања стизало се у замак Тајкан , где се одржавала велика пијаца жита. Висока брда јужно од замка обилују сољу изузетне чистоће и тврдоће. На другим брдима успевају бадем и пистаћи, којима локално становништво увелико тргује.
На 3 дана и даље у правцу североистока земља је била густо насељена муслиманским становништвом и богата воћем, житом и вином. Људи су крвожедни и опасни. Такође су развратни и претерују у пићу у чему их охрабрују њихова слатка вина. Страсни су ловци и најчешће носе коже животиња које улове, чијим су штављењем у потпуности овладали. Након овог путовања стиже се у град Кешем (Марко Поло: Скасем), надомак реке Гори, која се улива у Аму Дарју. Целом овом провинцијом управља амир. У овој области су обитавали бодљикави прасићи. Чобани који чувају краве имали су пребивалишта у брдима у виду пећина, које су сами правили копајући иловачу.

### Бадахшан и Пешавар
На 3 дана хода на исток од Кешема налазила се држава Бадахшан, која се простирала на дужини од 20 дана, иначе Каидуов вазал. Владари ове државе, иначе муслимани, носили су титулу зулкарнен . Земља је била окружена кланцима и пуна утврђења. Планине ове области, иначе изузетно високе, биле су изузетно богате рубинима, који су се по њеном имену називали балаш. Ископавани су само из планине Шигнан, иначе богате и рудама гвожђа, олова, алуминијума, сумпора, бакра, сребра и лапис лазулија, који су такође ископавани. Владар је имао нарочити монопол над рубинима, који си ископавани и одношени само уз његову дозволу, док је трговина њима била строго забрањена. У овим забранама лежала је висока вредност рубина.
Марко Поло доноси и причу о посебној раси коња, изузетно брзој и тврдих копита, потомцима Букефала . Коњи су припадала једном од владаревих стричева, који је, пошто је одбио да их уступи био убијен, после чега је његове огорчена удовица наредила да се сви коњи побију. У планинама је било степских и крашких соколова, јастреба и кобаца. Људи су били добри стрелци и вични лову, углавном су ловили дивље овце којих је било у великом броју на планинским пашњацима. Као одећу углавном су користили кожу дивљих животиња. Гајили су јечам и производили посебно уље од сусама. У овој области влада хладна клима, углавном због изразито планинског положаја државе. У котлинама између планина налазили су се пашњаци пуни потока богатих пастрмком.
На 10 дана хода јужно стиже се у Пешавар, чији су становници били пагани склони црној магији. Носили су висеће алке од злата и сребра, украшене бисерима и драгим камењем. У овој земљи топле климе становништво се хранило месом и пиринчем.

### Вохан и Памир
12 дана у правцу север-североисток од Бадахшана, кроз област којом управља брат бадахшанског владара, стизало се у Вохан (Вахан или Вахон), планинску муслиманску државу на 3 дана путовања између Памира и Каракорума, где извире Аму Дарја. Вохан је био у вазалном положају према Бадахшану. Марко Поло је локално становништво окарактерисао као цивилизоване људе, добре ловце и ратнике. 3 дана даље правцем исток-североисток најзад се стиже до оног места на друму где човек може да претпостави да су околни врхови највиши предели на свету. Млечанин је описао језеро између планинских ланаца из којег отиче река, чија је околина обрасла вегетацијом. У равници су живеле велике дивље овце, од чијих су рогова чобани правили кутлаче, посуде за јело и зграде за чување стоке. Рогови су, такође, коришћени и као путоказ зими кад ове пределе прекрије снег.
При проласку преко Памира, који је трајао 12 дана, Поло је забележио да ватра, кад се упали, због оштрине ваздуха, не даје исту ону топлоту као у нижим пределима, и нема исто дејство при кувању хране. Источно од Памира следи 40 дана хода дуга област Болог-Таг. Иако без вегетације, ова област је била насељена само агресивним паганским дивљацима одевеним у коже дивљих животиња.

### Кашгар и Самарканд
Источно од области Болог-Таг налазила се провинција Кашгар, са главним градом истог имена. Овај град био је средиште трговине између Монголије, Индије и Кине, као и важна деоница на Путу свиле. У овом периоду у њему се налазила митрополија несторијанских хришћана. Марко Поло говори да је Кашгар признавао власт Великог кана, што није немогуће, али се вероватније односи на то да су све територије у Монголском царству одавале почаст Великом кану. Такође, граница између Чагатајског каната и династије Јуан налазила даље на истоку између Комула и Карашара.
Становништво, претежно муслиманско, живело је од трговине и производње, пре свега производа од памука. Област је била прекривена вртовима, воћњацима и виноградима, највише су се гајили, поред наведеног памука, лан и конопља. Провинција се простирала на 5 дана путовања.
Самарканд је описан као отмен град украшен велелепним вртовима и окружен равницом у којој успева свако воће које човек пожели. Био је изузетно важан град на Путу свиле и у њему је заједно живело хришћанско и муслиманско становништво. Марко Поло сведочи о чуду да главни потпорни стуб у овдашњој цркви Светог Јована Крститеља лебди.

### Каркан, Хотан и Пе-јин
Провинција Каркан, са главним градом истог имена, пружала се 5 дана хода источно. Већином је била насељена муслиманима, али су овде живели и несторијански хришћани. Уз главни град који је био важна тачка на Путу свиле, ова област је била врло богата, са развијеним занатством и производњом памука.
Настављајући правцем исток-североисток стизало се до провинције Хотан, велике оазе која се простирала која се простирала на 8 дана путовања, са истоименом престоницом. У овој области се рачвао јужни огранак Пута свиле, па је било погодно место, не само за трговину, него су овде и размењиване иновације, вере и филозофије између Кине и Запада. Овде се гајио памук, лан, жито, конопља, винова лоза и цела област је била покривена ораницама и виноградима. Становништво, иначе мирољубиво, живело је од трговине и производње.
Провинција Пе-јин (Пе-ин), са истоименим главним градом, простирала се 8 дана путовања у правцу исток-североисток. Област је богата храном, памуком и жадом. Источно од Пе-јина земља је песковита, готово без слатке воде.

### Керкен и Лоп
Даље источно-североисточно од Пе-јина наилазило се на провинцију Керкен (Киеркиен), већином настањену муслиманима, која се у то време још увек није била опоравила од монголског пустошења. Област је била изузетно богата жадом, који се продавао у Кини. Марко Поло је описао суровост живота у овој провинцији:
Кад војска Татара пролази кроз ове пределе, ако је непријатељска она опљачка цело становништво, а ако је пријатељска покоље им стоку и поједе. Због тога, кад наслуте приближавање било какве војске, људи се са породицама и стоком, склањао у пешчану пустињу која се налази на даљини од 2 дана путовања, крећући се ка местима где могу да нађу пијаћу води и на  тај начин успеју да преживе. Из истоветног страха, кад скупљају летину, жито закопавају у песак, а месечно узимају са залиха само онолико колико им је потребно за исхрану.; и осим њих, нико не зна за место које су одабрали у ову сврху, због тога што трагове његових стопала помете ветар.
После 5 дана хода из Керкена пешчаним путем готово без пијаће воде, стизало се у град Лоп, надомак истоимене пустиње и језера Лоп Нур. Овде је постојала велика трговачка испостава, где су се трговци опремали магарцима и камилама да би прешли пустињу. Пустиња је представљала границу између Каидуових области и области Кублај-кана.

## Смрт и последице
Године 1301. Каиду је са огромном војском напао Каракорум у Монголији. Снаге Јуана су, уз озбиљне губитке, на крају успеле да одбаце нападаче и ране Каидуа, који је убрзо након тога и умро. Упркос изричитој Каидуовој жељи да га наследи млађи син Орус, уз помоћ Дуве, за место наследника се 1303. године изборио најстарији, Чапар. Како Чапар није поседовао Каидуове способности, у наредним годинама уследио је вртоглави пад моћи Огатајида. Наиме, Дува је 1304. године склопио мир са династијом Јуан, која је стала уз њега као легитимног владара Чагатајског каната. Уследио је сукоб, који је на крају, 1306. године, резултирао потпуним потискивањем Огатајида с власти и њеним враћањем у руке легитимних чагатајских канова.

## Наследство
Каиду је за собом оставио бројно потомство, 14 синова и 2 кћери.
Од синова су познати следећи: 
- Чапар († после 1310) поглавар Огатајида.
- Шах
- Јангичар († 1309), наследио је Чапара на месту поглавара Огатајида
- Орус
- Кудаур
- Сурка-Бука
- Ли-Бакши
- Курил
- Ику-Бука
- Урук-Тимур
- Даниш-Менке († 1348), чагатајски кан у периоду (1346–1348)
- Сарбан

Кћерке су биле:
- Кутулун[л] (око 1260–око 1306)
- Корточин.

Марко Поло доноси интересантну причу о Кутулун. Наиме, он наводи да је била тако снажна да у целом краљевству није било младића који би могао да је савлада. Пошто је Каиду желео да је уда, по њеној жељи, организована су рвачка такмичења између ње и просаца. Договор је био да ће се удати за оног ко је победи, у супротном је побеђени просац давао 100 коња. Пошто се до 1280. године није појавио нико ко би је победио, почела је да учествује у Каидуовим походима. 

## Популарна култура
Лик Каидуа, тумачен од стране Рика Јуна, појављује се у Нетфликсовој серији Марко Поло (2014–2016).

## Породично стабло
|  |                           |  |  |  |  |  |  |  |  |  |  |  |  |  |  |  |
|  | 16. Јесугеј               |  |  |  |  |  |  |  |  |  |  |  |  |  |  |  |
|  |                           |  |  |  |  |  |  |  |  |  |  |  |  |  |  |  |
|  |                           |  |  |  |  |  |  |  |  |  |  |  |  |  |  |  |
|  | 8. Џингис-кан, Велики кан |  |  |  |  |  |  |  |  |  |  |  |  |  |  |  |
|  |                           |  |  |  |  |  |  |  |  |  |  |  |  |  |  |  |
|  |                           |  |  |  |  |  |  |  |  |  |  |  |  |  |  |  |
|  | 17. Хоелун                |  |  |  |  |  |  |  |  |  |  |  |  |  |  |  |
|  |                           |  |  |  |  |  |  |  |  |  |  |  |  |  |  |  |
|  |                           |  |  |  |  |  |  |  |  |  |  |  |  |  |  |  |
|  | 4. Огатај-кан, Велики кан |  |  |  |  |  |  |  |  |  |  |  |  |  |  |  |
|  |                           |  |  |  |  |  |  |  |  |  |  |  |  |  |  |  |
|  |                           |  |  |  |  |  |  |  |  |  |  |  |  |  |  |  |
|  | 9. Борте                  |  |  |  |  |  |  |  |  |  |  |  |  |  |  |  |
|  |                           |  |  |  |  |  |  |  |  |  |  |  |  |  |  |  |
|  |                           |  |  |  |  |  |  |  |  |  |  |  |  |  |  |  |
|  | 2. Кашин-кан              |  |  |  |  |  |  |  |  |  |  |  |  |  |  |  |
|  |                           |  |  |  |  |  |  |  |  |  |  |  |  |  |  |  |
|  |                           |  |  |  |  |  |  |  |  |  |  |  |  |  |  |  |
|  | 5. Торегене               |  |  |  |  |  |  |  |  |  |  |  |  |  |  |  |
|  |                           |  |  |  |  |  |  |  |  |  |  |  |  |  |  |  |
|  |                           |  |  |  |  |  |  |  |  |  |  |  |  |  |  |  |
|  | 1. Каиду                  |  |  |  |  |  |  |  |  |  |  |  |  |  |  |  |
|  |                           |  |  |  |  |  |  |  |  |  |  |  |  |  |  |  |
|  |                           |  |  |  |  |  |  |  |  |  |  |  |  |  |  |  |
|  | 3. Шабкана-катун          |  |  |  |  |  |  |  |  |  |  |  |  |  |  |  |
|  |                           |  |  |  |  |  |  |  |  |  |  |  |  |  |  |  |
|  |                           |  |  |  |  |  |  |  |  |  |  |  |  |  |  |  |